# Dwie połowy w piekle
Dwie połowy w piekle, również Mecz w piekle i Ostatni gol (węg. Két félidő a pokolban) – węgierski dramat filmowy z 1961 roku, inspirowany tzw. meczem śmierci, który odbył się w 1942 roku w Kijowie.
Film, wyreżyserowany przez Zoltána Fábriego, wygrał nagrodę krytyków na Boston Cinema Festival 1962. Remake'ami tego filmu są Najdłuższy jard oraz Ucieczka do zwycięstwa.

## Opis fabuły
Jest wiosna 1944 roku. Niemieccy dowódcy z okazji nadchodzących urodzin Hitlera chcą zorganizować mecz piłki nożnej, w którym Niemcy zmierzyliby się z węgierskimi jeńcami wojennymi. Wzywają w tym celu znanego węgierskiego piłkarza, Ónódiego, któremu nakazują zorganizowanie drużyny. Ónódi zgadza się, stawia jednak warunek, że członkowie jego drużyny dostaną dodatkowe racje żywnościowe i otrzymają piłkę, za pomocą której będą trenować przed meczem, ponadto do czasu meczu zajmą się treningami, a nie będą pracować. Niemcy przystają na te warunki, zalecając jednak Ónódiemu, by nie powoływał do drużyny Żydów. Okazuje się, że Ónódi nie może zorganizować drużyny jedynie ze swojej kompanii, ponieważ na 98 żołnierzy tylko 8 potrafi grać w piłkę. Ónódi powołuje więc piłkarzy z innej kompanii, w tym niepotrafiącego grać w piłkę Steinera, który jest Żydem, a który skłamał Ónódiemu, obawiając się śmierci. Następnie na jednym z treningów piłkarzom udaje się unieszkodliwić i związać strzegącego ich kaprala, a następnie uciec. Zostają jednak złapani, za co czeka ich rozprawa wojskowa i prawdopodobnie kara śmierci, ale Niemcy nakazują im wziąć udział w meczu. Początkowo podczas meczu Ónódi nie angażuje się, a jego drużyna popełnia proste błędy, na skutek czego przegrywają już 0:3. Mimo tego przed zakończeniem pierwszej połowy węgierska drużyna strzela bramkę na 1:3. Nie wierząc w zapewnienia jednego z dowódców, że piłkarze węgierscy być może zostaną ocaleni, jeśli przegrają mecz, w drugiej połowie Węgrzy strzelają trzy bramki, prowadząc 4:3, po czym tuż po objęciu prowadzenia zostają, jeszcze podczas meczu, rozstrzelani przez niemieckich narodowych socjalistów.

## Obsada
- Imre Sinkovits - Ónódi
- Dezső Garas - Steiner
- József Szendrõ - sierżant Rápity
- István Velenczei - Ferenczi
- Gyula Benkő - Sztepan
- János Görbe - Eberhardt
- Tibor Molnár - Rácz
- János Makláry - sierżant Holup
- Siegfried Brachfeld - kapitan Heilig
- Antal Farkas - kapral Csorba
- János Rajz - Lipták
- László Márkus - Pogány
- János Koltai - Géza
- Zoltán Gera - Tankó